# NME 어워드
The NME 어워드는 영국에서 1년에 한번씩 열리는 대중음악 시상식으로 음악잡지인 NME에 의해 열린다. 첫 시상식은 NME 폴 위너스 콘서트라는 이름으로 1953년에 열렸었다.. 일반적으로 시상식들은 진지해야하지만 NME 어워드는 익살스러운 면이 있어 "올해의 악당상", "최악의 음반상"과 같은 시상 부분도 있다. 수상자들은 중지 손가락이 내밀어진 모양의 트로피를 받는다.

## 주요 수상자
주: 이건 주요 수상 목록만을 포함하고 있습니다. (e.g. 베스트 음반, 베스트 영국 밴드, 베스트 트랙, etc.)
- 1995 – 오아시스 (3개 부분 수상)
- 1996 – 오아시스 (4개 부분 수상)
- 1999 – 매닉 스트리트 프리처스 (4개 부분 수상)
- 2000 – 블러 (3개 부분 수상)
- 2001 – 콜드플레이 (2 개 부분 수상)
- 2002 – 스트록스 (3개 부분 수상)
- 2003 – 콜드플레이 (2 개 부분 수상)
- 2005 – 프란츠 퍼디난드 (2 개 부분 수상)
- 2006 – 악틱 몽키즈 (3개 부분 수상)
- 2007 – 악틱 몽키즈 (2 개 부분 수상)
- 2008 – 악틱 몽키즈 (3개 부분 수상)
- 2009 – MGMT (2 개 부분 수상)
- 2010 – 뮤즈와 카사비안 (2 개 부분 수상)
- 2011 – 마이 케미컬 로맨스 (2 개 부분 수상)
- 2012 – 플로렌스 앤 더 머신 (2 개 부분 수상)
- 2013 – 플로렌스 앤 더 머신와 롤링 스톤즈 2 개 부분 수상)
- 2014 – 악틱 몽키즈 (5개 부분 수상)